# Stenacris megacephala
Stenacris megacephala är en insektsart som beskrevs av Bruner, L. 1920. Stenacris megacephala ingår i släktet Stenacris och familjen gräshoppor. Inga underarter finns listade i Catalogue of Life.